# Camagüey (tỉnh)
Camagüey là tỉnh có diện tích lớn nhất Cuba.  Thủ phủ là thành phố Camagüey.  Các đô thị khác trong tỉnh là Florida và Nuevitas.

## Địa lý
Địa hình tỉnh Camagüey chủ yếu là thấp, không có đồi cao hoặc các dãy núi đi trên địa bàn tỉnh. Nhiều cồn lớn (bao gồm cả cồn từng là một nơi dành cho sở thích cá cảnh của Fidel Castro); Quần đảo Jardines de la Reina tiêu biểu cho vùng ven biển miền nam, trong khi bờ biển phía bắc khúc khuỷu bởi Jardines del Rey của quần đảo Sabana-Camagüey. Các bãi biển đều có trên cả hai mặt biển và có một tiềm năng lớn cho ngành du lịch, nhưng tỉnh chưa có những phát triển trong lĩnh vực này ngoại trừ bãi biển Santa Lucia, trên bờ biển phía Bắc của tỉnh.

## Kinh tế
Kinh tế của Camagüey chủ yếu là chăn nuôi và trồng mía, tỉnh được biết đến với văn hóa cao bồi với các đua tài của các anh chàng chăn bò thường xuyên được tổ chức. Ngoài ra, tỉnh cũng phát triển chăn nuôi gia súc và trồng lúa gạo.

## Khu tự quản
| Tên gọi               | Dân số (2004) | Diện tích (km²) | Tọa độ                                        |  |
| --------------------- | ------------- | --------------- | --------------------------------------------- |  |
| Camagüey              | 324921        | 1106            | 21°23′2″B 77°54′26″T / 21,38389°B 77,90722°T  |  |
| Carlos M. de Cespedes | 25707         | 653             | 21°34′37″B 78°16′39″T / 21,57694°B 78,2775°T  |  |
| Esmeralda             | 29953         | 1480            | 21°51′22″B 78°06′40″T / 21,85611°B 78,11111°T |  |
| Florida               | 73612         | 1800            | 21°31′46″B 78°13′21″T / 21,52944°B 78,2225°T  |  |
| Guáimaro              | 57086         | 1847            | 21°03′32″B 77°20′52″T / 21,05889°B 77,34778°T |  |
| Jimaguayú             | 21169         | 799             | 21°16′0″B 77°49′49″T / 21,26667°B 77,83028°T  |  |
| Minas                 | 38517         | 1015            | 21°29′22″B 77°36′17″T / 21,48944°B 77,60472°T |  |
| Najasa                | 16470         | 921             | 21°05′2″B 77°44′49″T / 21,08389°B 77,74694°T  |  |
| Nuevitas              | 44882         | 415             | 21°32′25″B 77°15′52″T / 21,54028°B 77,26444°T |  |
| Santa Cruz del Sur    | 51335         | 1122            | 20°43′10″B 77°59′27″T / 20,71944°B 77,99083°T |  |
| Sibanicú              | 31117         | 736             | 21°14′21″B 77°31′15″T / 21,23917°B 77,52083°T |  |
| Sierra de Cubitas     | 18589         | 549             | 21°43′59″B 77°46′14″T / 21,73306°B 77,77056°T |  |
| Vertientes            | 53299         | 2005            | 21°15′26″B 78°08′56″T / 21,25722°B 78,14889°T |  |

Nguồn: Thống kê dân số năm 2004. Area from 1976 municipal re-distribution.